# Denise Noël
Denise Noël, née le 5 mai 1922 à Saint-Denis et morte le 25 novembre 2003 à Couilly-Pont-aux-Dames, est une actrice française, sociétaire de la Comédie-Française.
Elle a été mariée avec l'acteur Grégoire Aslan de 1948 à 1955.

## Théâtre

### Comédie-Française
- Entrée à la Comédie-Française en 1946
- Sociétaire en 1953
- Départ en 1973
- 421e sociétaire
- 1948 : Renaud et Armide de Jean Cocteau, mise en scène de l'auteur
- 1949 : Le Prince travesti de Marivaux, mise en scène Jean Debucourt
- 1949 : Le Roi de Robert de Flers et Gaston Arman de Caillavet, mise en scène Jacques Charon
- 1949 : Jeanne la Folle de François Aman-Jean, mise en scène Jean Meyer
- 1949 : L'Inconnue d'Arras d'Armand Salacrou, mise en scène Gaston Baty
- 1951 : Un conte d'hiver de William Shakespeare, mise en scène Julien Bertheau
- 1952 : Six personnages en quête d'auteur de Luigi Pirandello, mise en scène Julien Bertheau
- 1952 : Britannicus de Racine, mise en scène Jean Marais : Junie en alternance
- 1953 : Britannicus de Racine, mise en scène Jean Marais
- 1955 : L'Annonce faite à Marie de Paul Claudel, mise en scène Julien Bertheau
- 1957 : Polydora d'André Gillois, mise en scène de l'auteur, Comédie-Française au Théâtre de l'Odéon
- 1958 : La Critique de l'École des femmes de Molière, mise en scène Jean Meyer
- 1960 : Polyeucte de Corneille, mise en scène Jean Marchat
- 1961 : Le Cardinal d'Espagne d'Henry de Montherlant, mise en scène Jean Mercure
- 1963 : Bérénice de Jean Racine, mise en scène Paul-Émile Deiber : Bérénice (8 fois de 1962 à 1966)
- 1965 : Le Songe d'une nuit d'été de Shakespeare, mise en scène Jacques Fabbri
- 1965 : Polyeucte de Corneille, mise en scène Jean Marchat
- 1968 : Le Joueur de Jean-François Regnard, mise en scène Jean Piat
- 1968 : Ruy Blas de Victor Hugo, mise en scène Raymond Rouleau
- 1969 : Polyeucte  de Corneille, mise en scène Michel Bernardy
- 1970 : Le Songe d'August Strindberg, mise en scène Raymond Rouleau
- 1971 : L'Impromptu de Versailles de Molière, mise en scène Pierre Dux
- 1971 : La Jalousie de Sacha Guitry, mise en scène Michel Etcheverry
- 1971 : Ruy Blas de Victor Hugo, mise en scène Raymond Rouleau, Comédie-Française au Théâtre national de l'Odéon
- 1972 : Le Comte Öderland de Max Frisch, mise en scène Jean-Pierre Miquel, Comédie-Française au Théâtre de l'Odéon
- 1973 : L'Impromptu de Versailles de Molière, mise en scène Pierre Dux
- 1973 : Les Femmes savantes de Molière, mise en scène Jean Piat

### Hors Comédie-Française
- 1944 : Andromaque de Racine, mise en scène Jean Marais, théâtre Édouard VII, rôle de Cléone
- 1961 : Claude de Lyon d'Albert Husson, mise en scène Julien Bertheau, Théâtre du Tertre, Théâtre des Célestins
- 1964 : Antoine et Cléopâtre de Shakespeare, mise en scène Julien Bertheau, Festival international de Carthage
- 1966 : Phèdre de Racine, mise en scène Jean Darnel, Théâtre de la Nature Saint-Jean-de-Luz
- 1979 : Hedda Gabler d'Henrik Ibsen, mise en scène Jean-Pierre Miquel, Comédie de Reims, Nouveau théâtre de Nice
- 1982 : Hedda Gabler d'Henrik Ibsen, mise en scène Jean-Pierre Miquel, Théâtre national de l'Odéon
- 1983 : Donnez-moi signe de vie de Henri Mitton, mise en scène Jean-Claude Arnaud, Théâtre du Tourtour
- 1984 : Pense à l’Afrique d'après Think of Africa de Gordon Dryland, mise en scène Jean-Pierre Granval, Théâtre Renaud-Barrault

## Filmographie

### Télévision
- 1980 : Louis et Réjane de Philippe Laïk
- 1988 : Les Enquêtes du commissaire Maigret, épisode : La Vieille Dame de Bayeux, téléfilm de Philippe Laïk

### Cinéma
- 1945 : François Villon d'André Zwoboda
- 1954 : Futures Vedettes de Marc Allégret
- 1956 : Les Copains du dimanche d'Henri Aisner
- 1970 : Le Clair de Terre de Guy Gilles
- 1980 : Clara et les chics types de Jacques Monnet
- 1983 : Les Mots pour le dire de José Pinheiro